# Такахо (округ Сафок, Њујорк)
Такахо (енгл. Tuckahoe, Suffolk County) насељено је место без административног статуса у америчкој савезној држави Њујорк.

## Демографија
По попису из 2010. године број становника је 1.373, што је 368 (-21,1%) становника мање него 2000. године.
| Група             | 2000.         | 2010.       |
| Белци             | 1.248 (71,7%) | 816 (59,4%) |
| Афроамериканци    | 127 (7,3%)    | 132 (9,6%)  |
| Азијати           | 13 (0,7%)     | 18 (1,3%)   |
| Хиспаноамериканци | 321 (18,4%)   | 366 (26,7%) |
| Укупно            | 1.741         | 1.373       |